# Rio Carioca
O Rio Carioca é um rio localizado no município do Rio de Janeiro, no Brasil. Nasce na Floresta da Tijuca, percorre os bairros de Cosme Velho, Laranjeiras, Catete e Flamengo e deságua na Baía de Guanabara, na altura da Praia do Flamengo. A maior parte de seu curso é, atualmente, subterrâneo: em apenas três trechos, suas águas correm a céu aberto. O primeiro, na sua nascente, na Floresta da Tijuca; o segundo, junto ao Largo do Boticário, no Cosme Velho e o terceiro, na sua foz na Praia do Flamengo, junto à estação de tratamento de efluentes.

## História
O rio Carioca está intimamente vinculado ao desenvolvimento urbano da cidade, tendo sido usado como fonte de água doce desde os inícios da época colonial. Em 1503, na sua foz, onde hoje é a Praia do Flamengo, foi construída, a mando de Gonçalo Coelho, uma casa que ficaria para sempre marcada na memória do Rio de Janeiro. Os índios tamoios que viviam na região passaram a chamá-la de akari oka, que significa "casa de cascudo". "Cascudo" seria o apelido dado pelos índios aos portugueses, por causa da semelhança entre as armaduras dos portugueses e as placas características do corpo desse peixe. Segundo alguns, o termo teria dado origem não só ao nome do rio mas também ao nome do natural da cidade do Rio de Janeiro.[carece de fontes?]
Outra interpretação, porém, remete o nome do rio a uma aldeia tupinambá que existia no sopé do outeiro da Glória, numa das duas foz do rio (a outra era na Praia do Flamengo). Essa aldeia foi mencionada pelo francês Jean de Léry (1536-1613) em seu relato sobre a França Antártica. O nome da aldeia, Karîoka, Kariók ou Karióg, significava "casa de carijó".
As águas do rio foram canalizadas e desviadas já nos séculos XVII e XVIII, durante a construção do Aqueduto da Carioca. Terminado em 1750, o aqueduto alimentava várias fontes e chafarizes do Rio de Janeiro colonial. Uma das principais dessas fontes localizava-se num largo no centro da cidade, o que deu origem à denominação do Largo da Carioca. O rio foi, durante toda a época colonial, a principal fonte de água doce para a população. Na altura do atual Largo do Machado, formava a lagoa do Suruí (termo proveniente do tupi siri 'y , que significa "rio dos siris"), da Carioca ou de Sacopiranha.
Da lagoa da Carioca, uma parte das águas seguia até a foz do rio na Praia do Flamengo e outra parte se desviava para a esquerda, formando o rio Catete, que desaguava na Praia do Russell, que é atualmente a Rua do Russell, no bairro da Glória. Posteriormente, tanto a Lagoa da Carioca quanto o rio Catete foram aterrados. Desde 1905, após obras do prefeito Pereira Passos, o rio corre subterraneamente na maior parte de seu curso, visando a prevenir inundações. Em 2003, começou a entrar em operação uma estação de tratamento de efluentes na foz do rio, na Praia do Flamengo. O tratamento da água é necessário devido aos esgotos clandestinos jogados no rio ao longo de seu curso, através da rede pluvial.